# Ammophilomima rufescens
Ammophilomima rufescens là một loài ruồi trong họ Asilidae. Ammophilomima rufescens được Frey miêu tả năm 1937.